# Lajos Méhelÿ

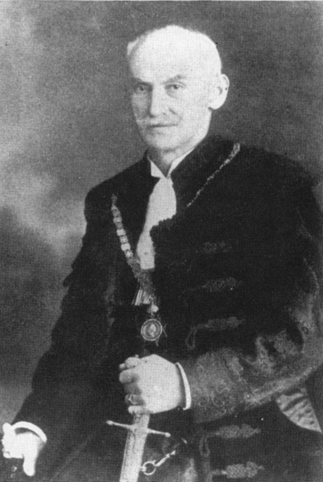
Lajos Méhelÿ (1862–1953)

Lajos Méhelÿ (* 24. August 1862 in Bodrogszegi, Österreich-Ungarn; † 4. Februar 1953 in Budapest), oder in seiner deutschen Form als Ludwig von Mehely bekannt, war ein ungarischer Zoologe. Sein Hauptinteresse galt der Herpetologie, er widmete sich jedoch auch den Säugetieren und den Wirbellosen. 

## Leben
Méhelÿ stammte aus einer aristokratischen Familie. Sein Vater diente als Verwalter auf den Besitztümern der Dessewffy-Familie in Zemplén und anschließend im Kreis Sáros. Er besuchte die Grundschule in seinem Geburtsort und beendete dann die vierte Klasse in Kassa (heute: Košice, Slowakei). Seine Gymnasialzeit begann er in Eperjes (heute: Prešov, Slowakei), seinen Abschluss machte er jedoch in Lőcse (heute: Levoča, Slowakei). 
Méhelÿ studierte Chemie, Zoologie und Botanik an der Technischen und Wirtschaftswissenschaftlichen Universität Budapest, wo er 1880 graduierte. Anschließend arbeitete er als Assistenzprofessor neben János Kriesch, einem seiner ehemaligen Lehrer. Zwischen 1885 und 1896 lehrte er an Schulen in Budapest und Brassó (heute Brașov, Rumänien) und wurde danach Mitarbeiter der herpetologischen Abteilung des Ungarischen Nationalmuseums.
1897 erhielt Méhelÿ einen Preis der Ungarischen Akademie der Wissenschaften für ein aufwendiges Buch über die Herpetologie Ungarns, das jedoch nie in seiner ursprünglich gedachten Form veröffentlicht wurde. 1991 brachte das Ungarische Nationalmuseum ein Werk mit Reproduktionen von Zeichnungen heraus, die als Illustrationen für Herpetologia Hungarica konzipiert waren. Seine letzte große herpetologische Arbeit erschien 1912. 1913 wurde er Leiter der zoologischen Sammlung des Ungarischen Nationalmuseums. 1915 wurde er Professor für Zoologie und Anatomie an der Péter-Pázmány-Universität in Budapest. Seine Interessen verlagerten sich allmählich von der Herpetologie zu den Säugetieren und Wirbellosen, insbesondere den Hummerartigen, Asseln und Bienen, während Méhelÿs Assistenten Géza Gyula Imre Fejérváry und István József Bolkay die herpetologische Forschung fortsetzten. Méhelÿ war ein überzeugter Anhänger von Charles Darwin. Nach dem Ersten Weltkrieg erweiterte er seinen darwinistischen Ansatz auf die Humanwissenschaften und begann sich mit Sozialdarwinismus und Rassenbiologie zu befassen. Dieser Ideologie widmete er sich den Großteil seines Lebens, was ihn zu einem der umstrittensten ungarischen Zoologen seiner Zeit machte. 1932 schied Méhelÿ aus dem Universitätsdienst aus. 
Im April 1938 kommentierte Méhelÿ in der antisemitischen Zeitschrift A Cél den Entwurf eines Judengesetzes und reklamierte für sich, dass man im heutigen Ungarn ohne meine Mitwirkung über Rassenschutz und Judengesetz sprechen würde.
Nach 1945, in der kommunistischen Ära, wurde Méhelÿ verhaftet und wegen erfundener „Verbrechen gegen den Staat und das Volk“ sowie wegen „Kriegsverbrechen“ vom Volksgerichtshof zu einer lebenslänglichen Haftstrafe verurteilt. Sein genauer Todestag galt lange als unbekannt. Erst nach den politischen Änderungen in Ungarn in den 1990er Jahren konnte anhand von Gefängnisunterlagen geklärt werden, dass er am 4. Februar 1953 im Vác-Gefängnis im 8. Bezirk von Budapest an Unterernährung verstarb.
Die ersten wissenschaftlichen Arbeiten von Méhelÿ waren über Insekten. Zwischen 1892 und 1942 veröffentlichte er rund 90 Abhandlungen. Viele davon befassten sich mit der Systematik und Verbreitung der ungarischen Herpetofauna. Jedoch gab es auch Arbeiten, die sich den Reptilien und Fröschen aus Ceylon, Armenien, Paraguay, Persien, Neuguinea sowie den Sammlungen von Graf Jenő Zichy (1837–1906) aus Sibirien, der Mongolei und China widmeten. Méhelÿs besonderes Interesse galt den Vipern und Echten Eidechsen, worüber er seine wichtigsten Artikel verfasste, darunter Die Kreuzotter (1893), Eine neue Giftschlange der ungarischen Fauna (1894), Vipera Ursinii Bonap., eine verkannte Giftschlange Europas (1894), Vipern (Vipera berus L. und Vipera ursinii Bonap.) in Ungarn (1895), Systematisch-phylogenetische Studien an Viperiden (1911), Von den heimischen Vipern (1912) sowie über die Echten Eidechsen den Titel Archaeo- und Neolacerten. (Erwiederung an die Herren G. A. Boulenger, F. R. S. und Dr. F. Werner) (1907). Seine Ansichten zur korrekten taxonomischen Stellung der Echten Eidechsen führten zu einem öffentlichen Streit mit den Lehrmeinungen von Frank Werner und George Albert Boulenger. Zu seinen Erstbeschreibungen zählen die Bastardeidechse (Darevskia mixta), die Armenische Felseidechse (Darevskia armeniaca), die Grusinische Eidechse (Darevskia bithynica), Darevskia brauneri, die Kaukasus-Eidechse (Darevskia caucasica), die Kroatische Gebirgseidechse (Iberolacerta horvathi), die Skink-Art Eutropis madaraszi aus Sri Lanka sowie die Froscharten Callulops boettgeri, Austrochaperina polysticta, Cophixalus biroi, Oreophryne biroi und Xenorhina rostrata. 1907 führte er die Eidechsengattung Apathya ein, die er nach seinem Kollegen Stephan von Apáthy benannte. 1909 beschrieb er die Mehely-Blindmaus (Spalax antiquus), die in Rumänien vorkommt.

## Schriften (Auswahl)
- Ludwig v. Méhelÿ: Mein Antisemitismus. Erwiderung an den Pester Lloyd. Budapest : Stephaneum, 1930
- Lajos Méhelÿ: Az ösméhek természetrajza | Naturgeschichte der Urbienen. Budapest : Stephaneum, 1935